# 여세병
여세병은 의령 지역을 중심으로 활동한 대한민국의 독립운동가이다. 1897년 5월 22일 의령군 칠곡면 도산리249(칠곡로 2길 64-4 , 여백호 소유)에서 태어났으며 정언 희수 14세손이다. 자는 사현이며 의령이 관향이다.
그는 의령공립보통학교를 졸업하고 농업에 종사하던 중 1919년 3월14일 의령읍의 만세 시위를 맞았다. 당시에 그는 한창 혈기왕성하던 22세의 청년이었고 더구나 평소부터 일제에 대한 반항심을 품어오던 터이였으니 이러한 기회를 그는 놓칠 리가 없었다. 그는 누구보다 앞장서서 의령장터로 뛰어나갔다. 그리하여 그날은 3천여명의 군중과 함께 대한독립만세를 외쳤다. 
이튿날도 그는 의령읍으로 나가서 연이틀간 계속된 만세시위에 적극적으로 참가했다. 그날 밤 칠곡면에서는 여세병을 비롯하여 김용호, 여찬엽 등이 모여 칠곡면에서도 만세시위를 벌일 것을 의논하고 있었다. 그들은 이 자리에서 칠곡면 의거를 3월 17 밤에 열기로 의견이 모아졌던 것이니 이날밤 (3월 17일) 7시 칠곡장터에 모인 2백여명의 군중과 함께 그는 목이 터져라 대한독립만세를 외치면서 격렬한 시위를 벌였고 그는 또 이 시위 대열의 선두에서 시위군중을 지휘했다. 그리하여 그는 일본 경찰에 의해 칠곡면 의거의 주동자로 검거되어 이해 4월 28일 부산 지방법원 진주지원에서 징역1년의 실형을 선고받고 대구형무소에서 복역하였다.
출옥 후 그는 구여순 등과 함께 비밀결사에도 가담하여 항일운동을 계속하였으나 광복 후에는 향리에서 조용히 농사에만 전념하고 지냈고, 1971년 7월 15일에 74세의 생애를 마쳤다.